# Jukka Lehtonen
Jukka Lehtonen est un joueur finlandais  de volley-ball né le 22 février 1982 à Savonlinna (Finlande orientale). Il mesure 1,97 m et joue central. Il totalise 61 sélections en équipe de Finlande.

## Clubs
| Club                            | Pays     | De        | À         |
| ------------------------------- | -------- | --------- | --------- |
| Savonlinnan East Volley         | Finlande | 2001-2002 | 2003-2004 |
| Napapiirin Palloketut Rovaniemi | Finlande | 2004-2005 | 2005-2006 |
| Rovaniemen Santasport           | Finlande | 2006-2007 | 2007-2008 |
| Aris Salonique                  | Grèce    | 2008-2009 | 2008-2009 |
| Marcegaglia Ravenne             | Italie   | 2009-2010 | 2009-2010 |
| GFCO Ajaccio                    | France   | 2010-2011 | 2010…2011 |

## Équipe nationale
Jukka Lehtonen  a disputé son 1er match contre l'Équipe du Canada de volley-ball en 2007